# Le Sages gravitationsteori

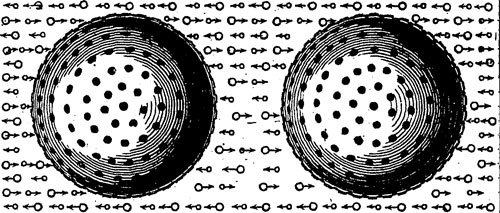
Le Sages egen illustration 1758 till sina ultratriviala korpusklar

Le Sages gravitationsteori  är en kinetisk teori om gravitation ursprungligen föreslagen av Nicolas Fatio de Duillier år 1690 och senare uppföljd av Georges-Louis Le Sage 1748. Teorin föreslog en mekanisk förklaring till Newtons gravitationslag i form av strömmar av små osynliga partiklar (Le Sage kallade dem ultra-triviala korpuskler), som påverkar alla materiella objekt från alla håll. Enligt denna modell, skärmar alla materiella kroppar parvis delvis varandra från infallande korpuskler, vilket resulterar i en netto obalans i trycket som utövas av korpusklarna på kropparna, och tenderar att driva samman kropparna. Denna mekaniska förklaring till gravitationen nådde aldrig utbredd acceptans, även om den fortsatte att studeras av många kända fysiker fram till början av 1900-talet, då den allmänt ansågs slutgiltigt misskrediterad. 
Tom Van Flandern är en av få senare förespråkare.